# Fort Whelk Point
Le fort Whelk Point est un fort en ruine érigé à l'est de Road Town, dans les Îles Vierges britanniques. Le fort est tombé en ruines et il ne reste que relativement peu d'éléments de la structure originale. En 1992, une maison a été construite sur les fondations d'origine du fort, mais les vestiges de la caserne sont toujours visibles sur le terrain situé derrière. Les ruines sont sur une propriété privée et ne sont généralement pas accessibles au public.

## Historique
La fortification principale du fort Whelk Point a été construite par les Britanniques au début de la guerre d'indépendance américaine. Le fort gardait deux endroits stratégiques : premièrement, il domine principalement le passage étroit qui mène à la baie de Paraquita, à l'ouest — l'un des plus grands ports naturels des Îles Vierges britanniques et le point de départ naturel de l'une des rares grandes zones agricoles de Tortola. Le passage dans la baie de Paraquita est extrêmement étroit, ce qui rend la navigation ardue, d'autant plus lorsqu'il y a du vent et que les vagues déferlent violemment. Il serait presque impossible d'y pénétrer avec un voilier du XVIIIe siècle sous un feu nourri à cent mètres du fort. Deuxièmement, le fort faisait partie d'une double fortification (avec fort Shirley) autour de la colonie qui était basée dans ce qui est maintenant connu sous le nom de Hodge's Creek. Bien que cette colonie ait perdu de son importance, elle fut la plus importante colonie de Tortola.
Le fort n'a jamais réellement utilisé ses canons sous le commandement britannique.
Le fort tomba plus tard dans le délabrement et fut acquis en 1966 par Neville Westwood et son épouse, qui construisirent leur maison sur le terrain adjacent. Elle fut ensuite démolie et une nouvelle maison fut érigée sur les fondations du fort en 1992.